# Nathanaël Mbuku
Nathanaël Mbuku (* 16. März 2002 in Villeneuve-Saint-Georges, Frankreich) ist ein kongolesischer Fußballspieler, der als Leihspieler des Bundesligisten FC Augsburg beim HSC Montpellier unter Vertrag steht. Der gebürtige Franzose spielt seit 2024 für die Nationalmannschaft der Demokratischen Republik Kongo.

## Karriere

### Verein
Der in Villeneuve-Saint-Georges, einer Kleinstadt in der Nähe der Hauptstadt Paris, geborene Mbuku begann im Alter von sechs Jahren mit dem Fußballspielen beim lokalen FC Cheminot Villeneuvois. Anschließend spielte er acht Jahre in den Nachwuchsabteilungen sechs verschiedener Mannschaften, darunter die UJA Maccabi Paris und der FC Fleury. Im Juli 2017 wechselte er in die Jugendakademie von Stade Reims. Dort kam er am 18. August 2018 (2. Spieltag) beim 2:0-Heimsieg gegen Arras Football erstmals in der Reservemannschaft in der Championnat National 2 zum Einsatz. Am 23. November 2018 unterzeichnete er seinen ersten professionellen Vertrag bei den Rouges et Blancs. In dieser Saison 2018/19 sammelte er acht Einsätze in der Reserve.
Zur Ligue-1-Saison 2019/20 wurde er in die erste Mannschaft befördert. Sein Debüt in der Ligue 1 gab er am 10. August 2019 (1. Spieltag), als er beim 2:0-Auswärtssieg gegen Olympique Marseille in der zweiten Halbzeit für Tristan Dingomé eingewechselt wurde. In dieser Spielzeit bestritt er 11 Ligaspiele, in denen er ohne Torbeteiligung blieb. Am 25. Oktober 2020 (8. Spieltag) erzielte er beim 4:0-Auswärtssieg gegen den HSC Montpellier sein erstes Ligator.
Ende Januar 2023 wechselte Mbuku in die deutsche Bundesliga zum  FC Augsburg. Er unterschrieb einen Vertrag bis zum 30. Juni 2027. Sein erstes Spiel für den FC Augsburg machte Mbuku am 11. März 2023 im Auswärtsspiel beim FC Bayern München, wo er in der 77. Spielminute eingewechselt wurde. Im Januar 2024 wechselte er bis zum Ende der Saison auf Leihbasis zur AS Saint-Étienne. Mit Saint-Etienne gewann Mbuku das Finale der Playoffs gegen den FC Metz nach Hin- und Rückspiel mit 4:3, womit der Aufstieg in die Ligue 1 gelang. Anfang September 2024 schloss er sich bis Juli 2025 dem kroatischen Rekordmeister Dinamo Zagreb an. Danach zog der FC Augsburg die vereinbarte Rückkaufoption und verlieh Mbuku direkt an den französischen Zweitligisten HSC Montpellier.

### Nationalmannschaft
Für die französische U16-Nationalmannschaft bestritt Mbuku zwischen Dezember 2017 und Mai 2018 neun Testspiele, in denen er zwei Tore erzielte. Anschließend war er für die U17 im Einsatz.
Mit dieser Auswahl nahm er im Mai 2019 an der U17-Europameisterschaft 2019 in Irland teil. Dort bestritt er alle fünf Turnierspiele, erzielte einen Treffer und erreichte mit Frankreich das Halbfinale. Im Herbst 2019 wurde er in den Kader der U17 für die U17-Weltmeisterschaft 2019 in Brasilien berufen. Mit einem Hattrick beförderte er seine Mannschaft im Achtelfinalspiel gegen Australien eigenhändig in das Viertelfinale. Mit einem Tor und einer Vorlage trug er beim 6:1-Sieg gegen Spanien auch wesentlich zum Einzug in das Halbfinale gegen den Gastgeber Brasilien bei. Obwohl er auch gegen diese traf, scheiterten die Bleuets letztlich mit 2:3. Er stand auch beim 3:1-Sieg im Spiel um Platz drei gegen die Niederlande in der Startaufstellung, blieb aber ohne Torbeteiligung. Hinter dem Niederländer Sontje Hansen war er mit fünf Toren der zweitbeste Torschütze des Turniers.
Nach der Weltmeisterschaft wurde er erstmals für die U18 nominiert.

## Erfolge
Frankreich U17
- Dritter Platz bei der 2019

Individuelle Auszeichnungen
- Silver Ball bei der U17-Weltmeisterschaft 2019